# Чучин
Чучин — давньоруське місто в Київському князівстві, згадане в літописі під 1110 роком у зв'язку з половецьким набігом.
Чучин входив в число укріплених поселень, які охороняли правобережжя Дніпра від половецьких вторгнень.
Ототожнюється з городищем поблизу села Балико-Щучинка Київської області, розташованого на правому березі Дніпра.

## Історія дослідження
Розкопки під керівництвом В. Й. Довженка проводились тут у 1961—1962 рр.
Городище розташоване на важкодоступній в давні часи височині у 70 м над рівнем Дніпра, з нього добре проглядаються на велику відстань околиці, видно сусідні давньоруські городища на березі Дніпра — Іван (уверх по течії поблизу Ржищева) — та Ходорівське (вниз по течії поблизу с. Ходорів).
З усіх боків городище захищене крутими схилами. Лише в одному місці на західній стороні до нього веде пологий схил, що слугував за в'їзд до міста.

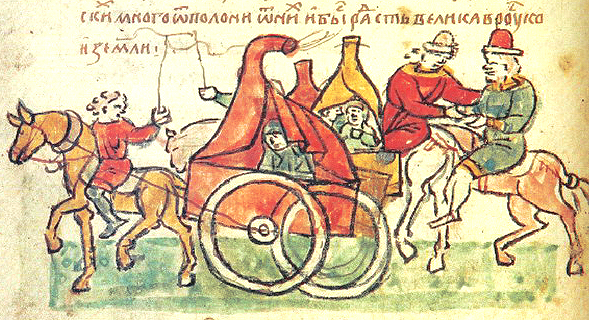
Половці. Мініатюра з Радзивилівського літопису

Поселення площею 6 га складалося з дитинця на пагорбі (2,3 га) та окольного граду (3,7 га). Дитинець був оточений валом висотою до 3,5 м, окольний град — валом висотою 2,5 м.
Археологи виявили залишки городень валу дитинця, 11 жител (6 — на дитинці, 5 — в окольному граді, напівземлянки та наземні житла, подібні між собою — близькі за формою до квадрату, площею в середньому 20м²), сільськогосподарські та ремісничі знаряддя праці (леміш, чересло, серп, частина коси, пружинні ножиці, сокири, струги, зубило, ложкарі, багато ножів, риболовецькі гачки) та зброю (бойова сокира, обушок, наконечники стріл).
Ці знахідки дозволяють зробити висновок, що населення Чучина займалося землеробством, ремеслами і військовою справою.
Особливою знахідкою є бронзова штампована пластина із зображенням Святого Василя (9,5 x 6 см) — імовірно, накладка релігійної книги.
За археологічними даними, існування поселення припадає на XI-XII століття. Загинув Чучин внаслідок нападу монголів у 1223 р. після битви на Калці чи у 1239—1240 під час Батиєвої навали.
На місці городища встановлено меморіальну дошку та пам'ятник Бояну — персонажу «Слова о полку Ігоревім».

## Світлини

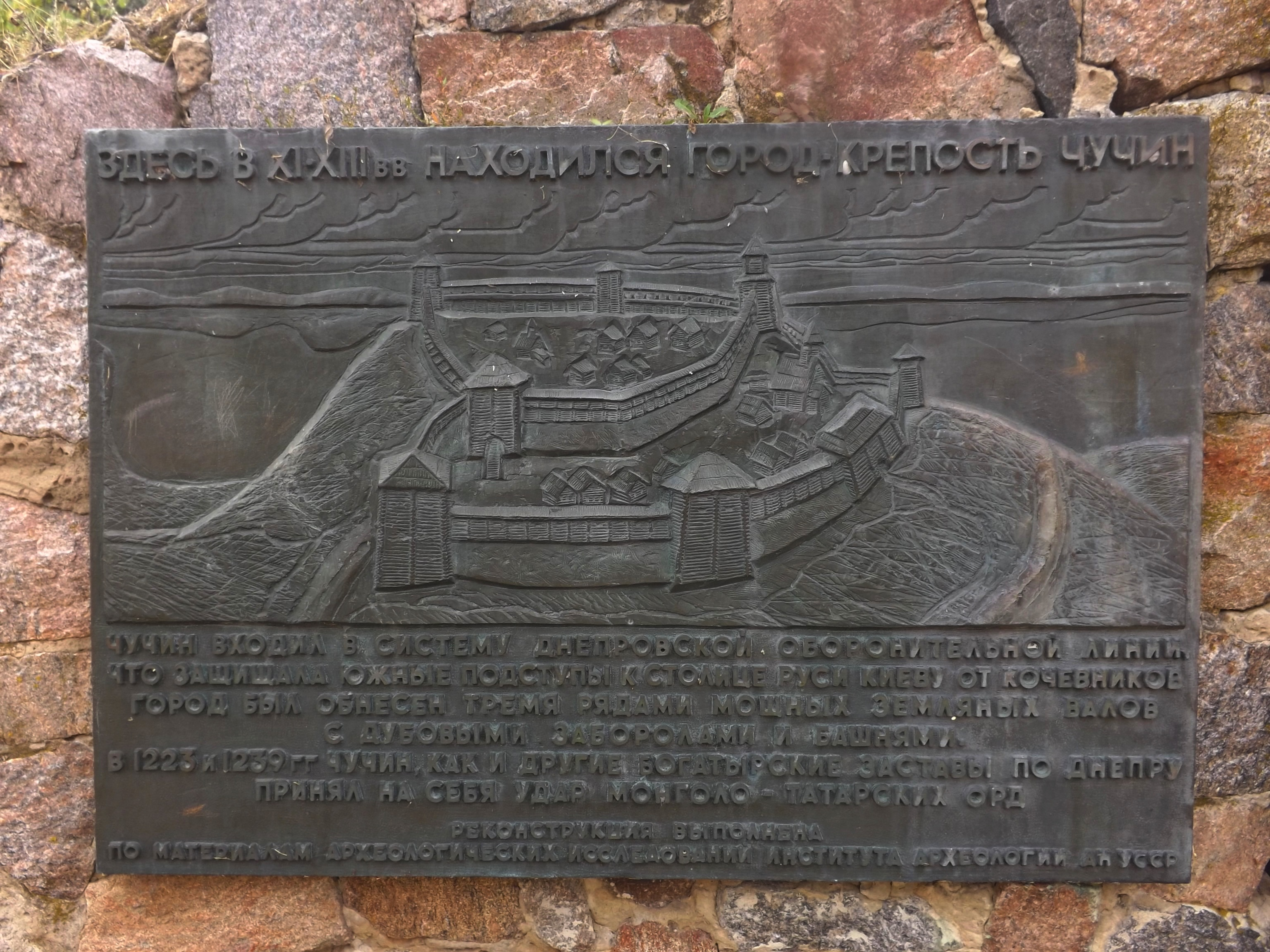
Меморіальна дошка на місці літописного міста-фортеці Чучин
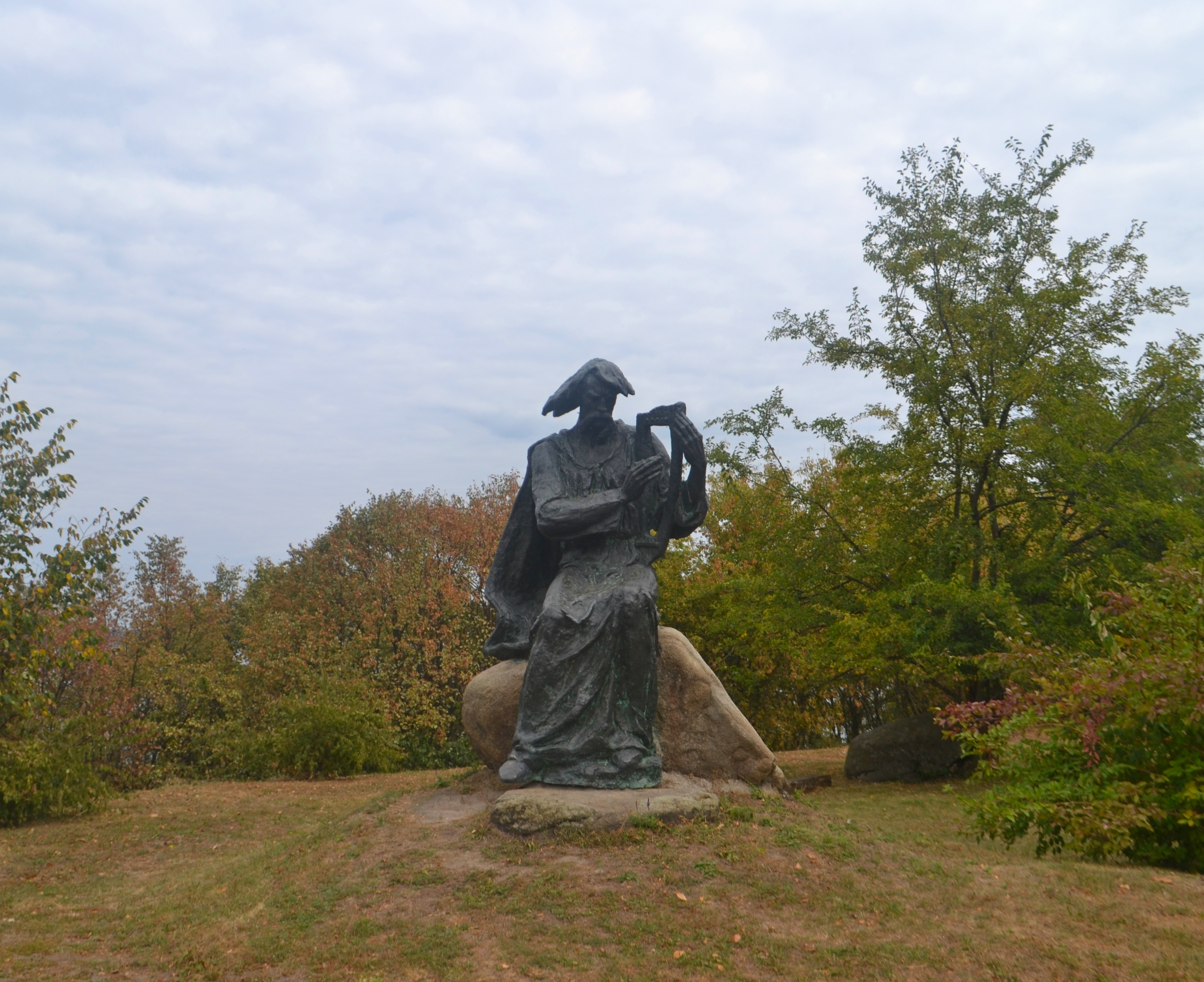
Пам'ятник співцю Бояну на місці літописного міста-фортеці Чучин
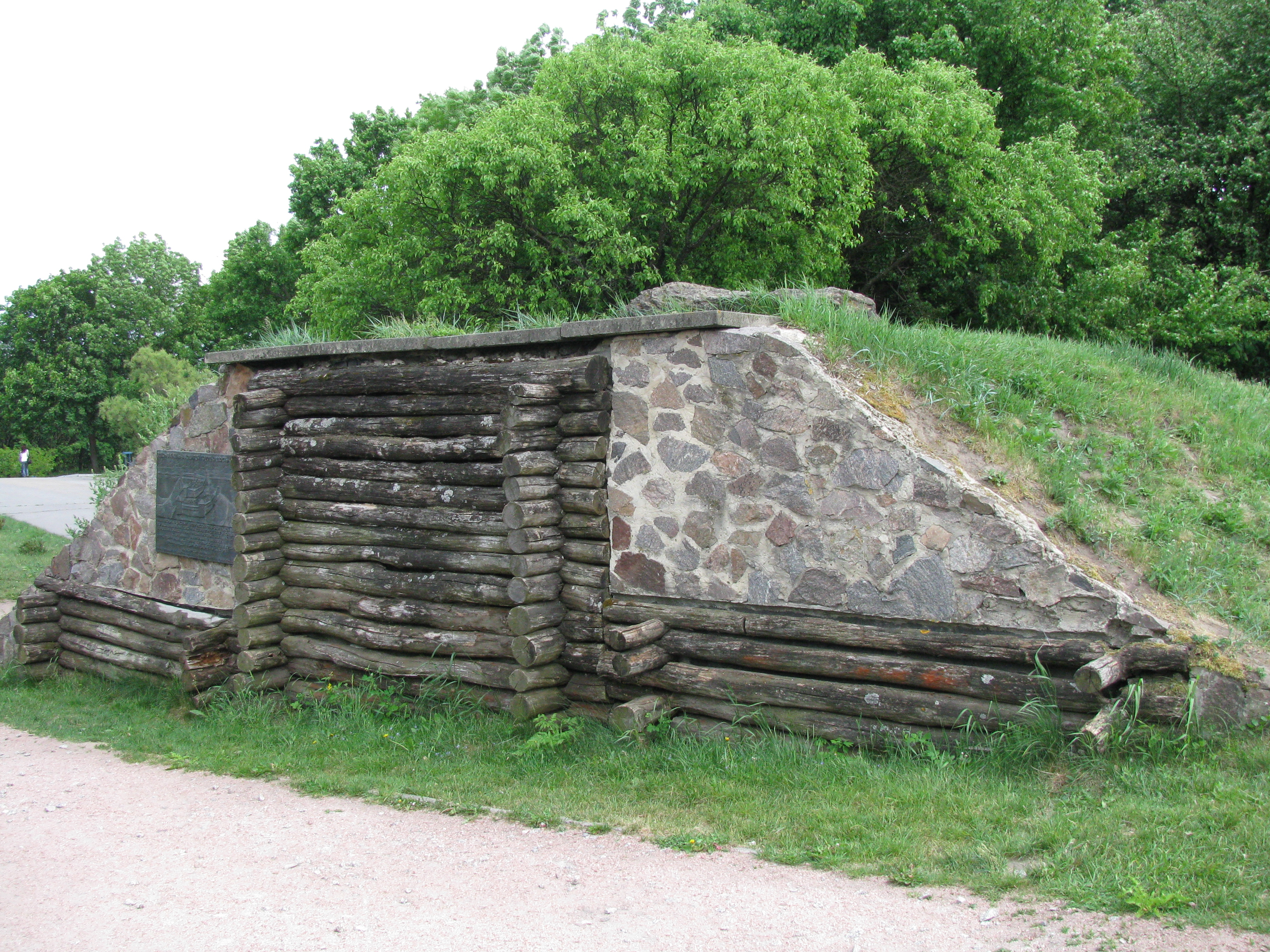
Залишки валу літописного міста Чучин
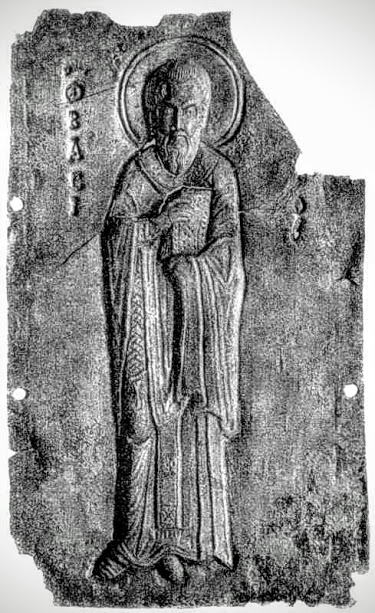
Накладка на оправу книги. Знайдено на території літописного міста Чучин. Ймовірно на накладці зображений св. Василій Великий